# سكوت أرنولد
سكوت أرنولد (بالإنجليزية: Scott Arnold)‏ هو لاعب كرة قاعدة أمريكي، ولد في 18 أغسطس 1962 في ليكسينغتون في الولايات المتحدة.

## وصلات خارجية
- سكوت أرنولد على موقعبيزبول رفرنس.كوم (الدوري الرئيسي) (الإنجليزية)
- سكوت أرنولد على موقعبيزبول رفرنس.كوم (الدوري الثانوي) (الإنجليزية)